# Едвард Діллон
Едвард Діллон (англ. Edward Dillon; 1 січня 1879 — 11 липня 1933) — американський актор, режисер і сценарист епохи німого кіно. З 1905 по 1932 знявся в 327 фільмах, у період з 1913 по 1926 був режисером 134 фільмів.
Едвард Ліллон народився в Нью-Йорку, Нью-Йорк і помер у Голлівуді, штат Каліфорнія від серцевого нападу у віці 54 років. Він був братом актора Джона Діллона.

## Вибрана фільмографія
- 1908 — Багато років по тому
- 1908 — Боротьба за свободу
- 1909 — Клуб самогубців
- 1909 — Спекуляція пшеницею / A Corner in Wheat
- 1911 — Телеграфістка з Лоундейла
- 1911 — Три сестри
- 1912 — Сліпа любов
- 1913 — Юдіф з Бетулії
- 1929 — Бродвейська мелодія